# 喬納斯·布魯
蓋伊·詹姆斯·羅賓（英語：Guy James Robin，1989年8月2日—），藝名喬納斯·布魯（英語：Jonas Blue），是一名出身英格蘭倫敦的唱片騎師、音樂製作人、詞曲作家及混音師。布魯製作的歌曲大多融合了舞曲及流行曲風。

## 職業生涯
2015年，布魯推出他的首支單曲：特蕾西·查普曼的1988年單曲〈Fast Car〉的熱帶浩室混音版歌曲，並找來達科塔獻聲。這首喬納斯·布魯改版的歌曲曾登上英國單曲排行榜第2名，未能超過冠軍單曲贊恩·馬利克的〈枕邊情話〉。此次的排行榜名次也超前了查普曼的原始版本在1988年5月所創下的第5名，以及2011年4月因為《英國達人》 重返排行榜第4名的成績。這支單曲在英國排行榜前10名維持了11週，此外，更曾登上德國、瑞典、奧地利及紐西蘭排行榜冠軍，也曾在Spotify美國熱門精選排行榜（US viral chart）達到冠軍。這支單曲在美國獲得白金，英國、紐西蘭、加拿大獲得兩張白金，義大利獲得四張白金，澳洲獲得五張白金唱片認證。至今，這首歌在Spotify的串流數已超過5億次，Vevo的觀看數也超過3億次。
2016年6月3日，布魯透過唱片公司維京EMI發行與JP·庫柏合作的單曲〈Perfect Strangers〉。他的第二支單曲在英國、紐西蘭獲得白金，澳洲獲得兩張白金唱片認證。布魯藉由首兩支單曲達到全球10億次的串流數。2016年10月28日，他再度透過維京EMI發行第三支單曲〈By Your Side〉，這首歌由英國歌手雷伊獻聲。2017年5月5日，他推出與澳洲歌手威廉·辛格合作的歌曲〈Mama〉。

## 獲獎與提名
| 年度   | 獎項            | 作品         | 類別         | 結果 |
| ------ | --------------- | ------------ | ------------ | ---- |
| 2016年 | MTV歐洲音樂大獎 | 本人         | 最佳突破藝人 | 提名 |
| 2017年 | 全英音樂獎      | 〈Fast Car〉 | 年度單曲     | 提名 |
| 2017年 | 全英音樂獎      | 〈Fast Car〉 | 最佳錄影帶   | 淘汰 |
| 2018年 | 全英音樂獎      | 〈Mama〉     | 年度單曲     | 提名 |
| 2018年 | 全英音樂獎      | 〈Mama〉     | 最佳錄影帶   | 淘汰 |
| 2019年 | 全英音樂獎      | 〈Rise〉     | 最佳錄影帶   | 淘汰 |